# Glenea mouhotii
Glenea mouhotii es una especie de escarabajo del género Glenea, familia Cerambycidae. Fue descrita científicamente por Thomson en 1865.
Habita en Camboya, China, Laos, Tailandia y Vietnam. Esta especie mide 12,3-18 mm.